# أنطونيو بيدرو دي جيسوس
أنطونيو بيدرو دي جيسوس (26 يوليو 1947 في البرازيل - ) هو لاعب كرة قدم برازيلي في مركز الهجوم، شارك في الألعاب الأولمبية الصيفية 1968. ولعب مع نادي ساو باولو.

## وصلات خارجية
- أنطونيو بيدرو دي جيسوس على موقع أوليمبيديا (الإنجليزية)